# Путин-рапе
Пути́н-рапе́ (фр. Poutine râpée) — традиционное блюдо акадийской кухни, передающееся из поколения в поколение. В самом распространённом виде представляет собой варёные картофельные клёцки с начинкой из свинины; обычно его готовят из смеси тёртого картофеля и картофельного пюре.
Путин-рапе варятся от двух до трёх часов. Из-за того, что на приготовление путин-рапе уходит много времени, обычно его готовят на праздничные дни. К блюду можно добавить белый или коричневый сахар, кленовый сироп, джем или консервированные фрукты.

## Варианты
Другой вариант этого рецепта, рапюр (фр. rapûre), популярен в районе залива Святой Марии на юго-западе Новой Шотландии. В отличие от путин-рапе, картофельное тесто просто выкладывают на тарелку, а не формируют из него шарики. Рапюр обычно подаётся с мясом или морепродуктами.